# Dolmen des Trois Pierres (Saint-Nazaire)
Pour les articles homonymes, voir Dolmen des Trois Pierres.
Le dolmen des Trois Pierres, appelé aussi dolmen trilithe ou dolmen du Prieuré ou dolmen du Bois-Savary, est un dolmen situé sur la commune de Saint-Nazaire, dans le département de la Loire-Atlantique, en France. Le site comporte aussi un menhir qui fut redressé sur place en 1928 dont l'emplacement d'origine n'est pas connu.

## Localisation
L'ensemble mégalithique est situé dans le centre-ville de Saint-Nazaire. Il occupe la partie sud-ouest d'un petit square sur la place du Dolmen, formée à l'intersection de la rue du Dolmen et de la rue du Menhir. Il est situé environ 400 m à l'ouest du port, et à peu près 1 km au sud-ouest de la gare.

## Historique
La première mention connue du site est donnée dans la déclaration du seigneur de Marsaint de 1679 : le prieur de Saint-Nazaire devait dans la nuit de Noël, présenter sa redevance au seigneur de Marsaint « moitié sur une pierre se trouvant dans la cour de Marsaint et moitié sur d'autres pierres élevées dans l'île du Bois-Savary ». Une description sommaire du seul dolmen figure dans le Dictionnaire de Bretagne d'Ogée de 1778. En 1801, Jean-Baptiste Huet donne une description complète du dolmen et du menhir. Dans la première moitié du XIXe siècle, le monument est signalé dans de nombreuses publications et il figure sur le plan cadastral de 1829.
À l'origine, l'édifice est inclus dans le domaine clos du prieuré Saint-Jean-Baptiste de Saint-Nazaire, ce qui explique sa dénomination de dolmen du Prieuré dans les documents antérieurs à la Révolution française. Au XIXe siècle, il est aussi connu sous le nom de dolmen de la Métairie ou du Bois Savary. C'est à Alain de Bizeul que l'on doit la première mention du nom de dolmen des Trois Pierres .

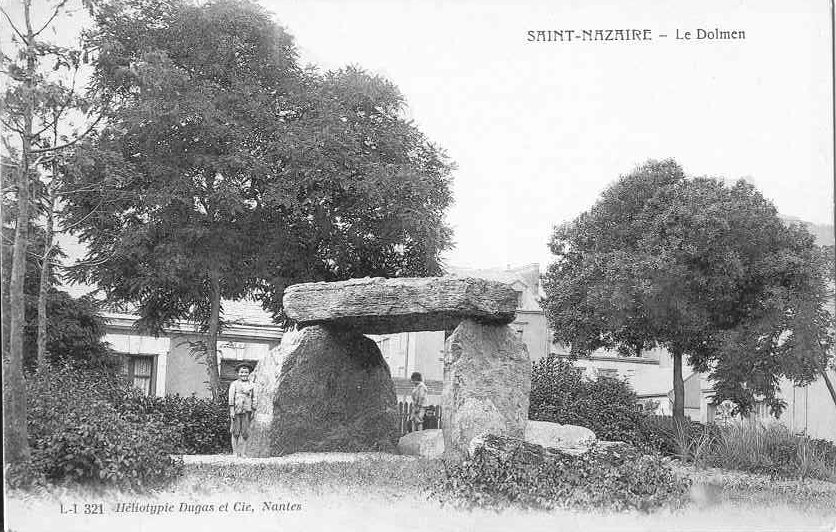
Le dolmen, sur une carte postale de 1903.

L'aspect actuel de l'édifice est le résultat de destructions et d'aménagements successifs, à tel point que certains auteurs ont mis en doute son authenticité. Les plus anciennes gravures et les plus anciens textes indiquent déjà la disposition des trois dalles du dolmen, en trilithe, bien avant l'extension de la ville dans ce secteur. Il est d'ailleurs décrit en 1851 comme l'un des trilithes les plus remarquables du pays. Dans une compilation publiée en 1883, René Kerviler décrit ainsi le dolmen :

« Dolmen du Prieuré, dans la nouvelle ville de Saint-Nazaire. C'est un immense trilithe, de deux mètres de hauteur et de 3,40 m de table, avec des débris de galerie couchés en arrière. On l'a conservé intact au milieu d'une petite place, au milieu d'un square ; et Saint-Nazaire est sans doute la seule ville de France qui possède un dolmen authentique dans ses murs. M. Carro en a donné deux lithographies assez exactes dans son Voyage chez les Celtes. (Paris, Durand, 1857, in-8o) »

La place des autres éléments mégalithiques disposés dans le square est plus récente. En particulier, le menhir situé à côté du dolmen à quelques mètres n'apparaît pas en position dressée ni sur les documents anciens du XIXe siècle, ni sur les cartes postales du début du XXe siècle, mais couché, derrière le dolmen. Il ne fut redressé qu'en 1928 par Marcel Baudouin.
Le dolmen est classé au titre des monuments historiques en 1889.
Selon Jean L'Helgouach, « il est surprenant et exaspérant de voir mettre en doute l'authenticité du monument de la ville de Saint-Nazaire quand on sait que ce vestige vénérable, dont on possède de remarquables dessins de Bachelot de la Pylaie en 1848 a été scrupuleusement respecté par tous les édiles de cette cité ».

## Description

### Dolmen
L'édifice est constitué de deux orthostates sur lesquelles repose une troisième dalle horizontale, ce qui lui a valu son nom de dolmen trilithe. Le pilier nord mesure 1,94 m de haut pour une largeur maximum de 1,62 m; le pilier sud mesure 1,90 m de hauteur pour une largeur maximum de 2,60 m. La table de couverture mesure 3,45 m de long pour 1,80 m de large, Marcel Baudouin estimait son poids à 7,5 t. Les dalles sont en gneiss à tendance micaschisteuse.
Les dimensions impressionnantes des orthostates rappellent celles des dolmens angevins. Il pourrait s'agir d'une ancienne allée couverte. Dans la description donnée par Bizeul en 1856, il subsistait des vestiges du tumulus côté ouest, désormais disparus.

### Menhir et autres blocs
Le menhir est en granulite. Il mesure un peu plus de 4 m (dont 3,30 m hors-sol) pour 0,95 de large. Après être resté longtemps couché au sol, il a été redressé à l'ouest du dolmen en mai 1928 par Marcel Baudouin qui estime son poids à 5 t. Marcel Baudouin a signalé la présence de petites cupules et d'entailles sur la face actuellement exposée côté est du menhir.
Quatre autres blocs épars ont été retrouvés lors des travaux menés par Baudouin dont un dans lequel il pensait avoir reconnu un lec'h. Initialement déposés près du dolmen, il n'en demeure aujourd’hui plus que deux. Un premier bloc placé près du pilier nord du dolmen mesure approximativement 2,20 m de longueur sur 1,80 m de largeur et 0,50 m d'épaisseur. Il pourrait s'agir d'un ancien pilier. Le second bloc, placé près du pilier sud mesure 1,30 m de longueur sur 1 m de largeur et 0,30 m d'épaisseur. Le troisième bloc fut réutilisé par l'armée allemande dans des travaux de maçonnerie à Villès-Martin durant la Deuxième Guerre mondiale. Quant au présumé lec'h, il a disparu.